# Кире Ристевски
Кире Ристевски (на македонска литературна норма: Кире Ристевски) е футболист от Северна Македония, който играе като защитник за АЕЛ Лимасол.

## Кариера

### Славия София
Ристевски подписва със Славия (София) на 27 декември 2013 г. за две години.

### Тирана
На 9 януари 2015 г. Ристевски се завръща в Албания, като подписва 18-месечен договор със СК Тирана. Той дебютира с клуба на 8 февруари 2015 г. в мача срещу КС Влазния Шкодра, спечелен с 1:0. Той прави 16 участия, включително 13 в лигата, през втората част на сезон 2014/15, с Тирана, които завършват на четвърто място и отпадат на полуфиналите за Купата на Албания.
Ристевски напуска отбора след края на сезона, след като заявява, че не е получил заплати по време на шестмесечния си престой.

### Работнички
По време на летния трансферен прозорец през 2015 г., Ристевски подписва с македонския отбор Работнички.